# Varia di Palmi

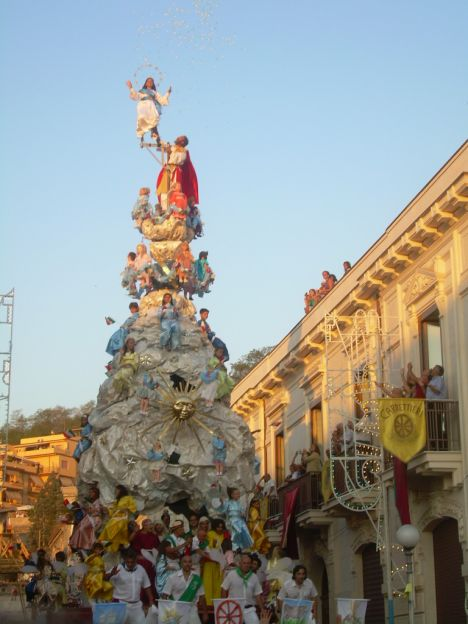
Varia di Palmi, 2008

O Varia di Palmi é uma festa católica que acontece em Palmi, em honra à "Nossa Senhora da Carta Sagrada", patrona e protetora da cidade. A festa religiosa ocorre no último domingo de agosto. O evento é o principal festival da região da Calábria.
A Varia é um enorme vagão sagrado que representa o universo e a Assunção da Virgem Maria. Acima do sagrado carro, carregado nos ombros de 200 "mbuttaturi" (transportadores) e com uma altura de 16 metros, são colocados números e figuras humanas que representam a Virgem Maria (criança localmente conhecida simplesmente como Animella), Deus (localmente conhecida simplesmente como Padreterno), os apóstolos e anjos. Também é interessante a procissão: um dia antes do transporte da Varia, a pintura de "Nossa Senhora da Carta Sagrada" e o santuário do "cabelo sagrado".
O evento faz parte da rede da "celebração de grandes estruturas processionais a ombro", inserida em 2013 na lista da UNESCO como "Patrimônio Oral e Imaterial da Humanidade". 
O evento foi catalogado como "patrimônio imaterial" das regiões de Itália pelo "Istituto Centrale Per la Demoetnoantropologia" ("Instituto Central para a demo etno antropologia"), em Roma. O festival é organizado pela Prefeitura de Palmi, sob o patrocínio da província de Reggio Calabria, na região da Calábria e instituições religiosas.
As origens do festival são datadas de 1582, quando o Senado de Messina deu um fio de cabelo da Virgem Maria à cidade de Palmi, em gratidão pela ajuda prestada à cidade siciliana durante uma praga. Como resultado deste dom, Palmi Messina importou a tradição de celebrar a Assunção de Maria com uma carruagem votiva que representam o evento.
Desde 1900, a Varia teve vários prêmios, incluindo a capa de uma edição de La Domenica del Corriere, emitir um selo postal produzido pelo Estado Mint e combinado com uma loteria nacional.
Além disso, o evento tem sido objeto de numerosos documentários e serviços de televisão transmitidos em estações de rádio nacionais, como Rai Tre (2009) e Rete 4 (2006), bem como as transmissões ao vivo em emissoras locais ou por satélite.

## Galeria de Fotos

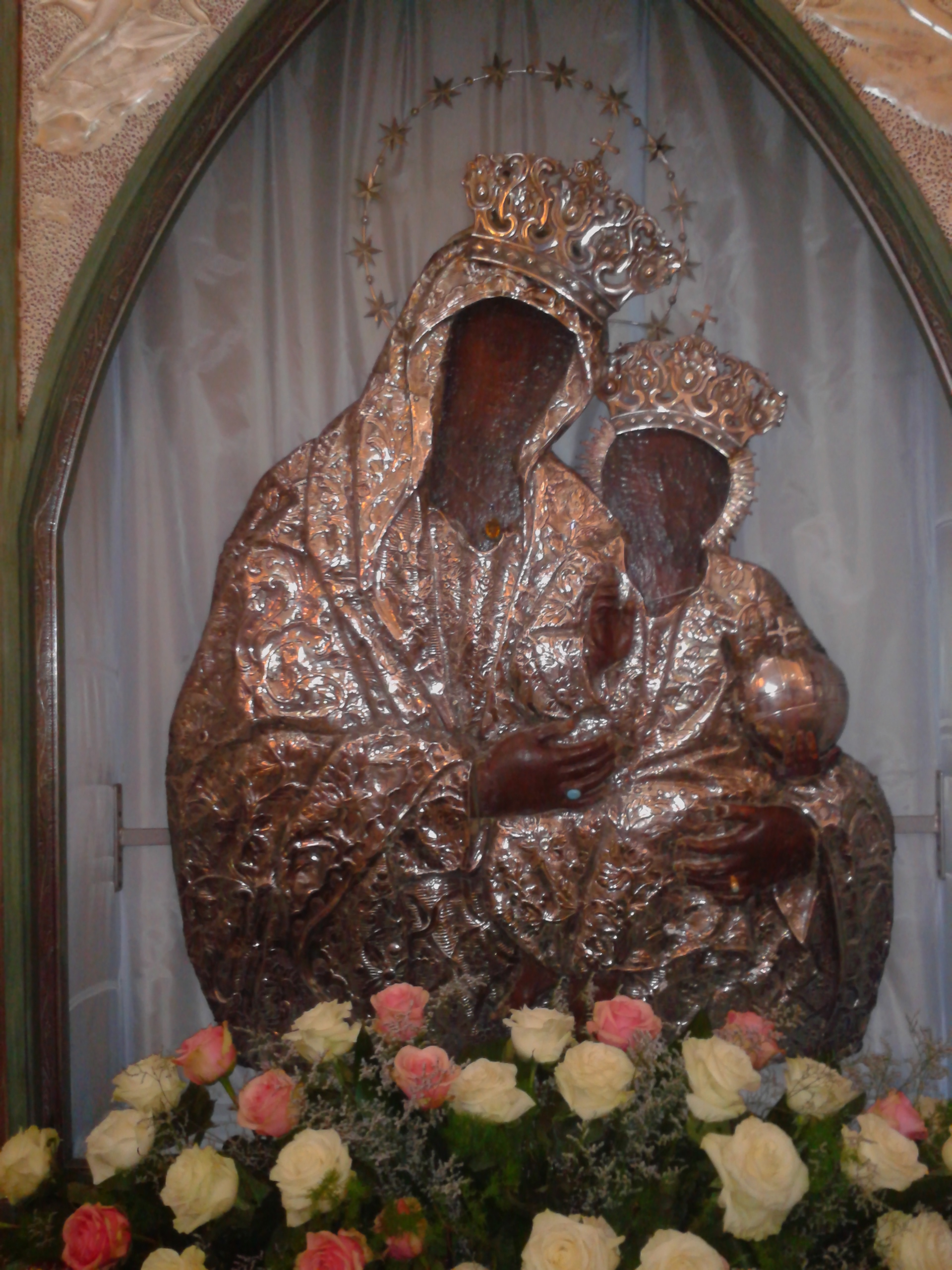
O ícone bizantino de Nossa Senhora do Sagrado Letter.
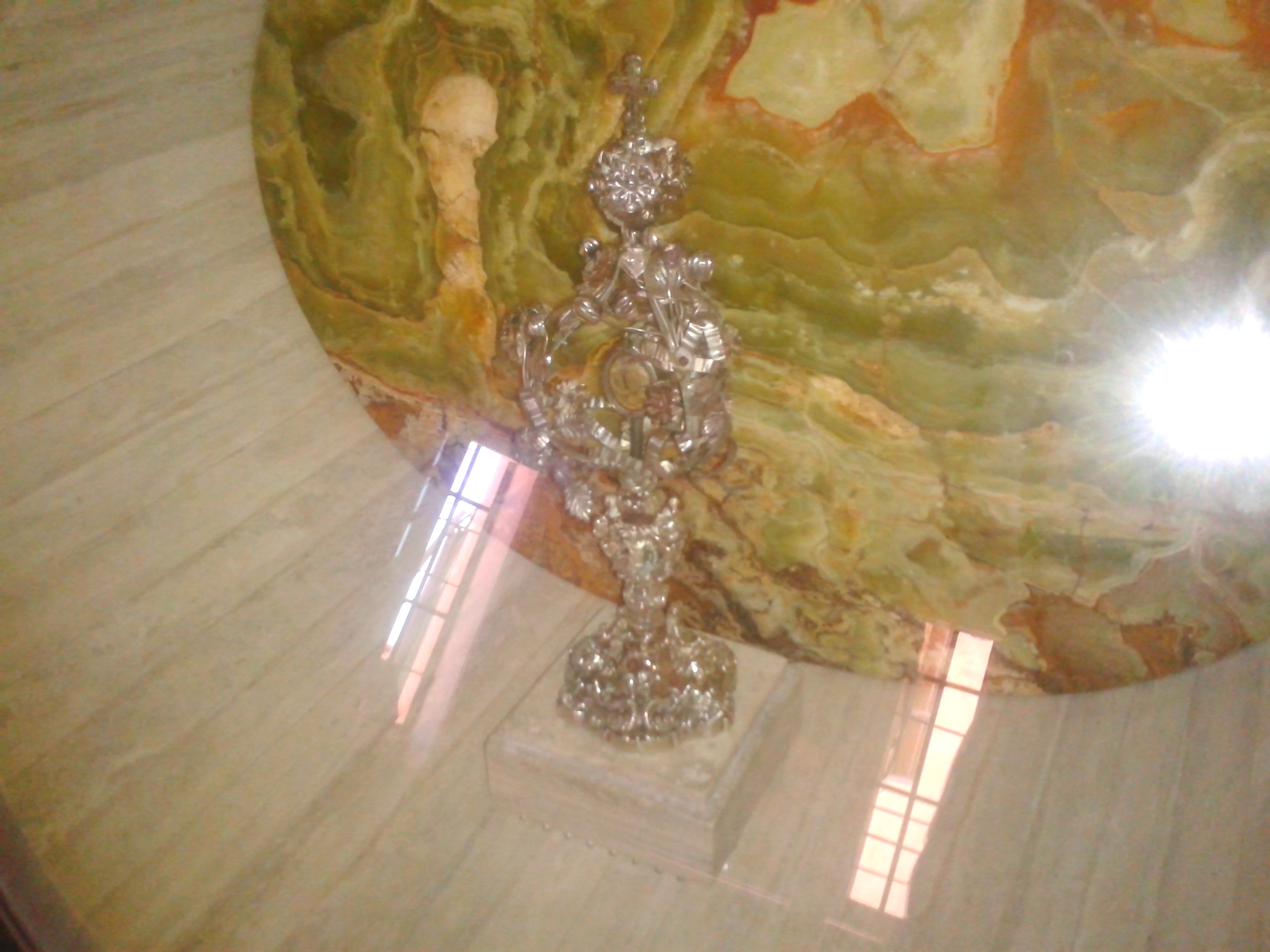
O Santuário do Sagrado cabelo.
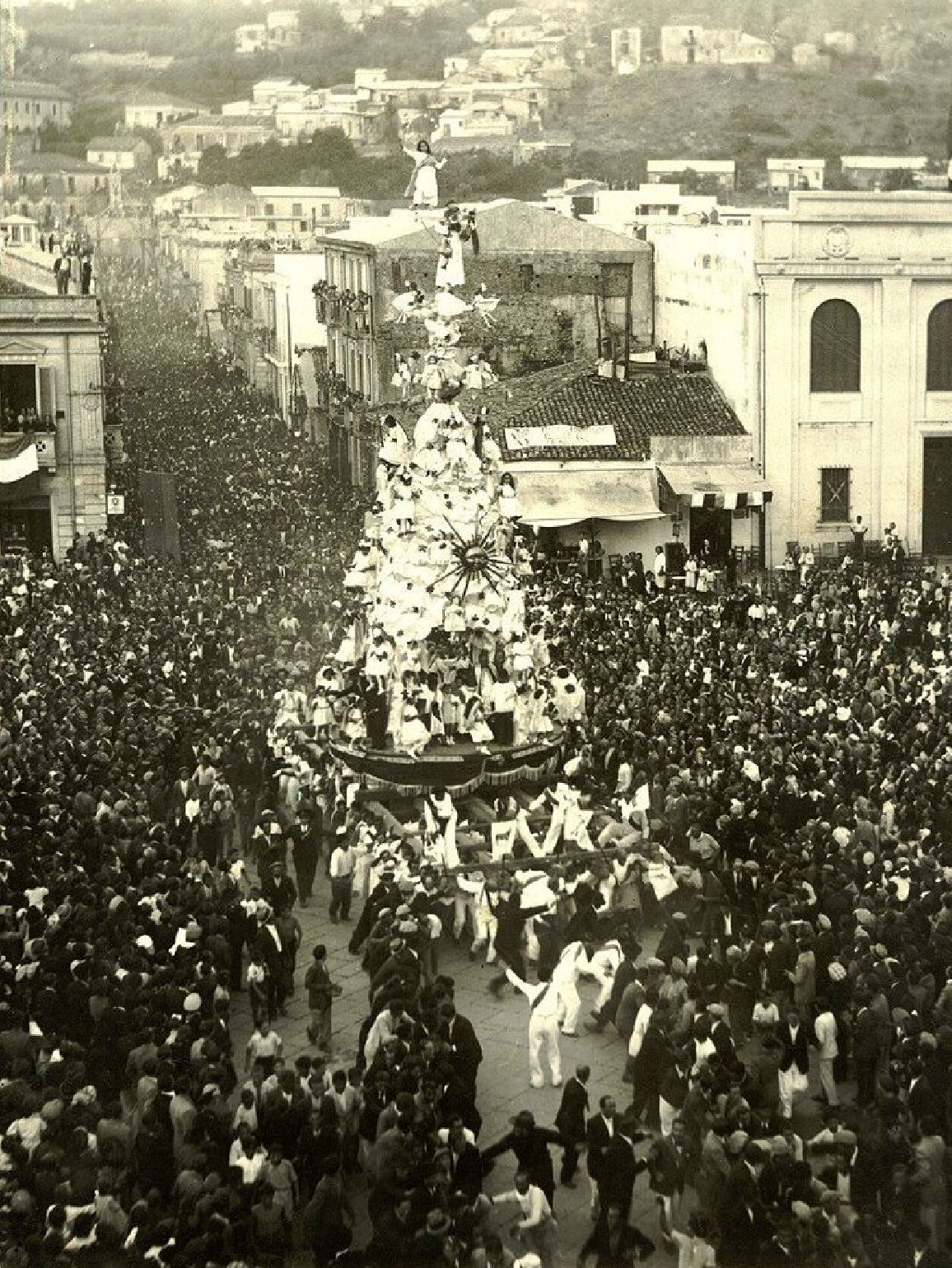
A Varia di Palmi 1938.
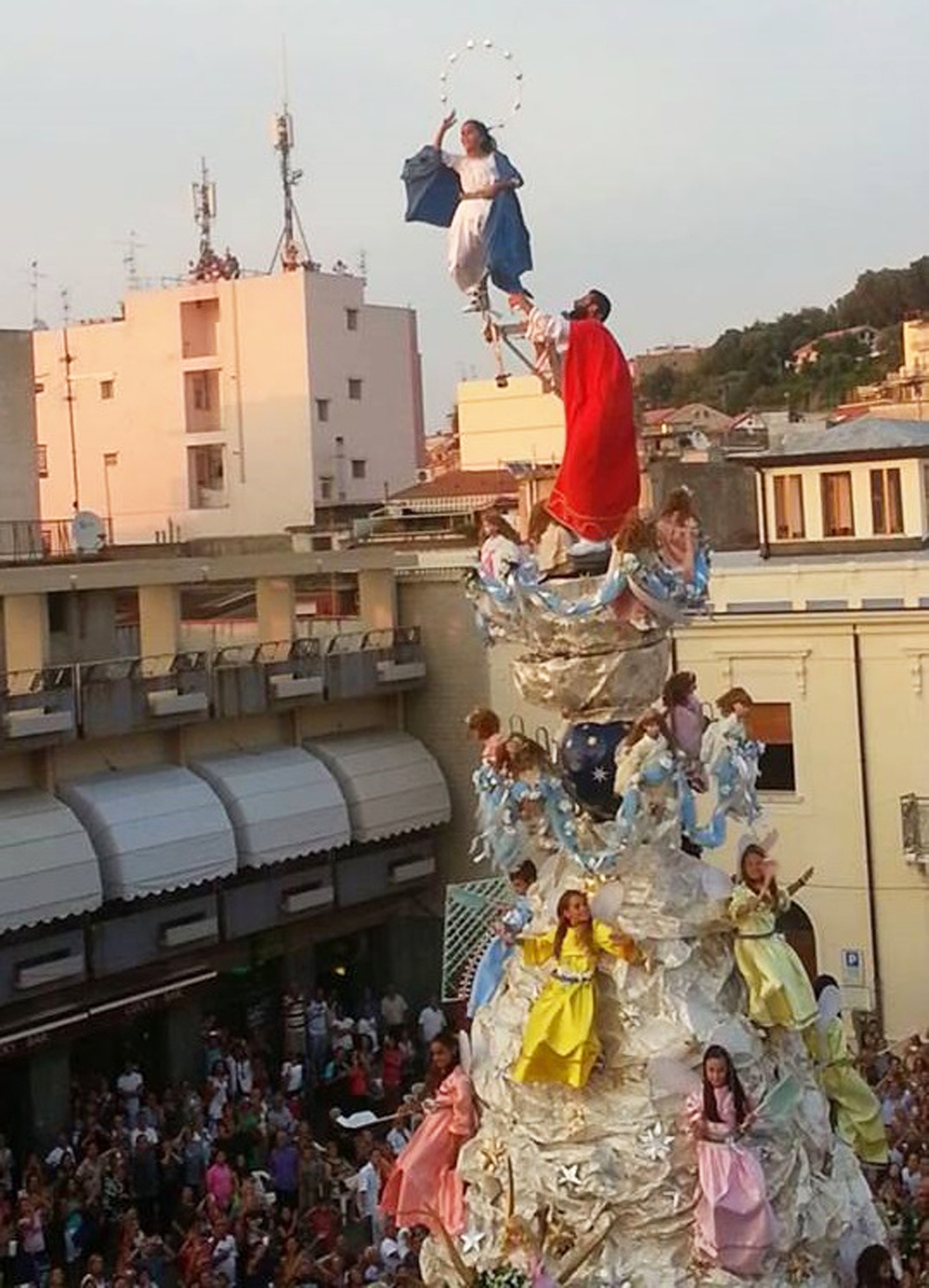
A Varia di Palmi 2013.
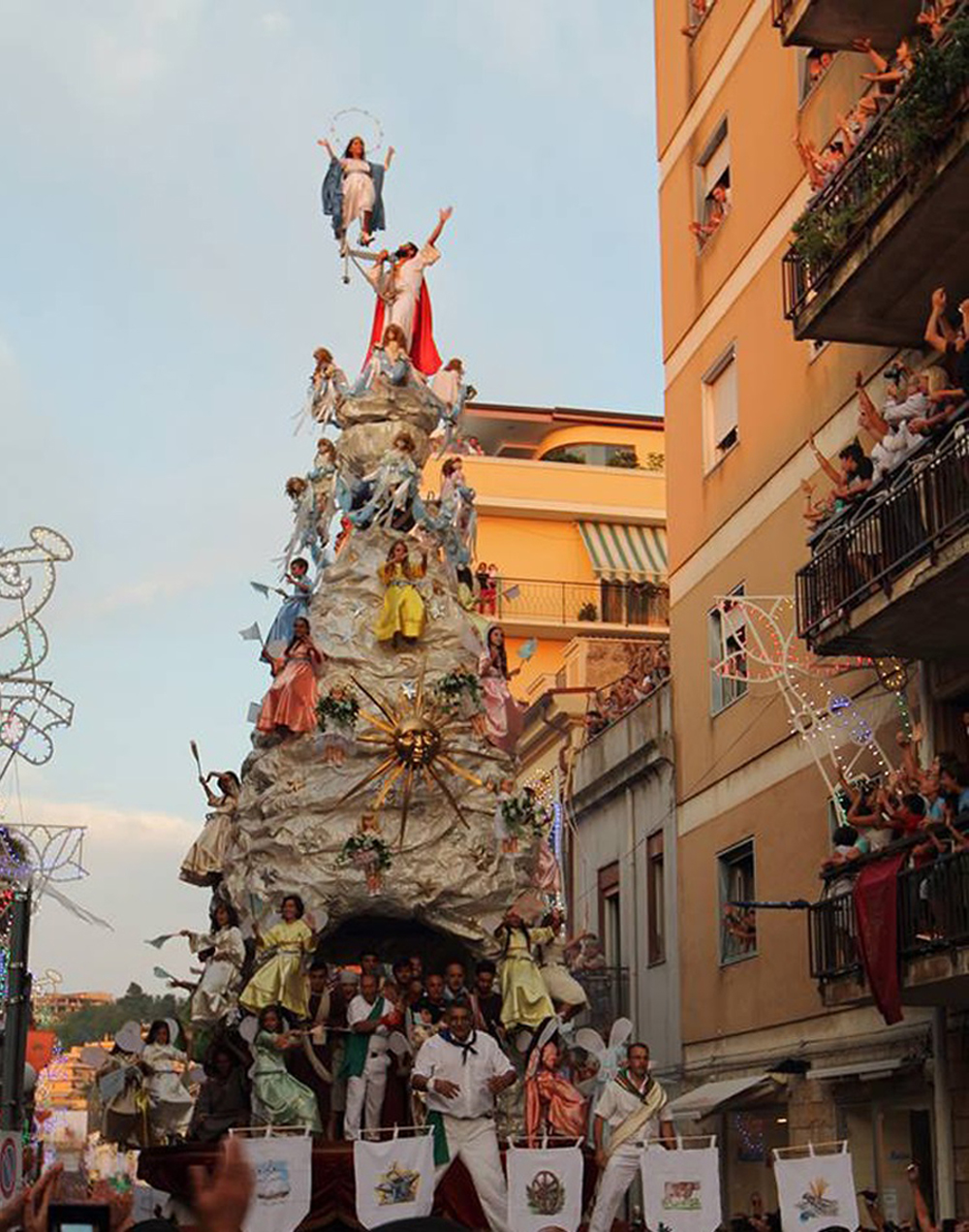
A Varia di Palmi 2013.
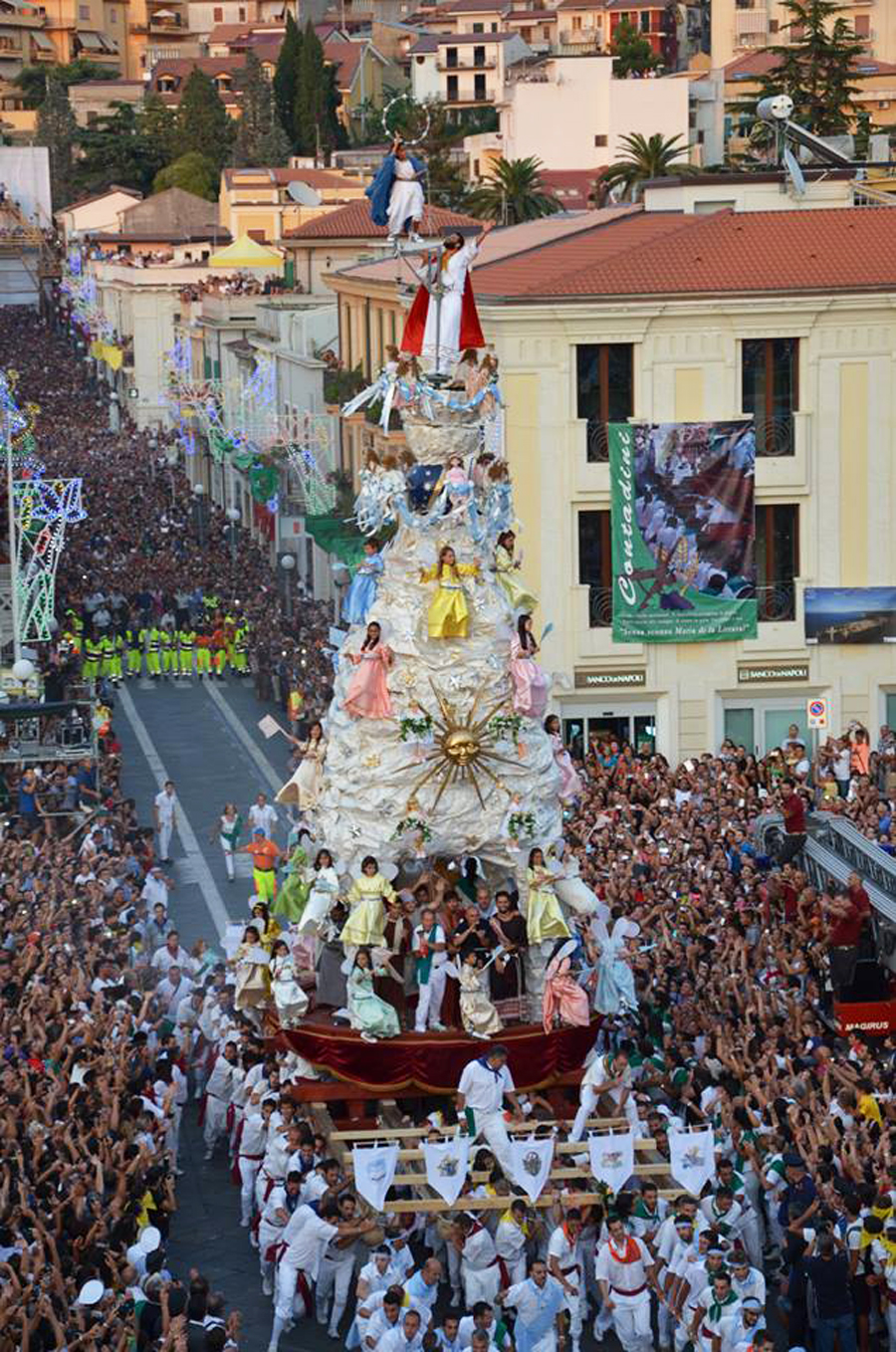
The Varia di Palmi 2013.
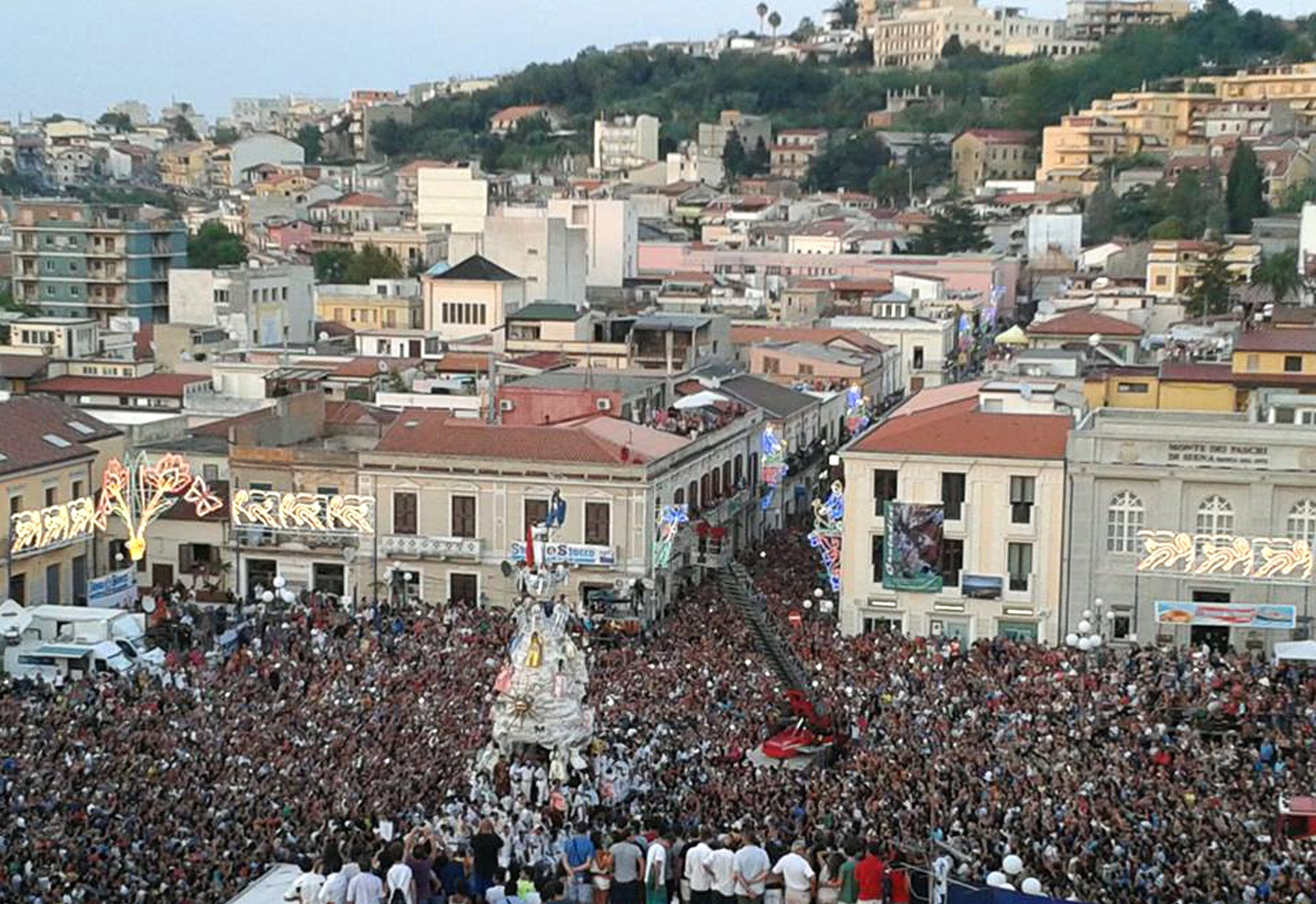
A Varia di Palmi 2013 chegada na praça.
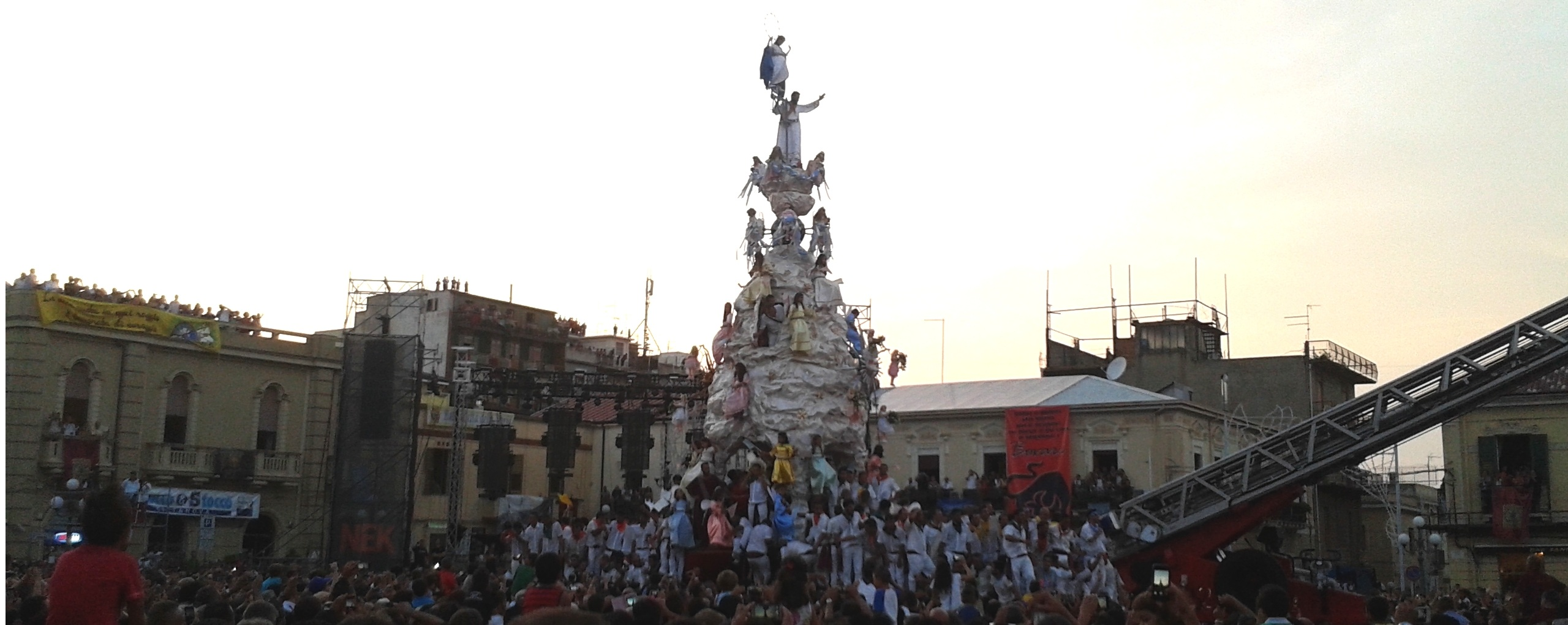
A Varia di Palmi 2013 chegada na praça.